# Karoline Balser
Karoline Maria Katharina Louise Elisabetha Balser geborene Schmierer (* 7. Juli 1873 in Goddelau; † 23. März 1928 in Darmstadt) war eine liberale Politikerin (DDP), Abgeordnete im Landtag des Volksstaates Hessen und Frauenrechtlerin.
Karoline (genannt Lina) Balser war die Tochter des Rechnungsrates Gottlieb Schmierer und dessen Frau Berta geborene Ebel. Sie besuchte in Darmstadt die Viktoriaschule und im Anschluss das Lehrerinnenseminar. 1900 heiratete sie Gustav Balser, der später Staatsrat im Hessischen Finanzministerium war. Von 1906 an war sie Vorsitzende der Ortsgruppe des Allgemeinen Deutschen Frauenvereins in Darmstadt und leitete die Rechtsschutzstelle und war in weiteren Frauen- und Wohlfahrtsvereinen in Darmstadt aktiv.
Karoline Balser war 1919 eine von fünf weiblichen Stadtverordneten in Darmstadt und von 1919 bis 1927 vier Wahlperioden lang Landtagsabgeordnete der Deutschen Demokratischen Partei (DDP)-Fraktion, in die DDP war sie 1918 eingetreten. Als eine von nur 12 Frauen im Landtag setzte sie sich für Frauenrechte ein.
Karoline Balser setzte sich ein für Mädchen- und Frauenbildung, die Zulassung von Frauen in höheren Justiz- und Beamten-Positionen und im Polizeidienst. Sie engagierte sich für die Verwendung von Lehrerinnen auch in leitenden Stellungen sowie für weibliche Lehrkräfte an Knabenschulen.

## Ehrungen
In Darmstadt-Arheilgen ist der Karoline-Balser-Weg nach ihr benannt.

## Anmerkung und Einzelnachweise
1. 1 2  Hessische Parlamentarismusgeschichte – Zugang zu Quellen & Materialien. Institut für hessische Landesgeschichte, abgerufen am 4. Dezember 2024.
2. ↑  Ruppel/Groß geben als Geburtsort Hofheim an
3. ↑  Agnes Schmidt: Balser, Karoline. In: Stadtlexikon Darmstadt. Historischer Verein für Hessen e.V., abgerufen am 4. Dezember 2024.
4. ↑  Agnes Schmidt: Frauenbewegung. In: Stadtlexikon Darmstadt. Historischer Verein für Hessen e.V., abgerufen am 4. Dezember 2024.

| Personendaten    | Personendaten                                          |
| ---------------- | ------------------------------------------------------ |
| NAME             | Balser, Karoline                                       |
| ALTERNATIVNAMEN  | Balser, Lina                                           |
| KURZBESCHREIBUNG | deutsche Politikerin und hessische Landtagsabgeordnete |
| GEBURTSDATUM     | 7. Juli 1873                                           |
| GEBURTSORT       | Goddelau                                               |
| STERBEDATUM      | 23. März 1928                                          |
| STERBEORT        | Darmstadt, Hessen                                      |